# 天水圍

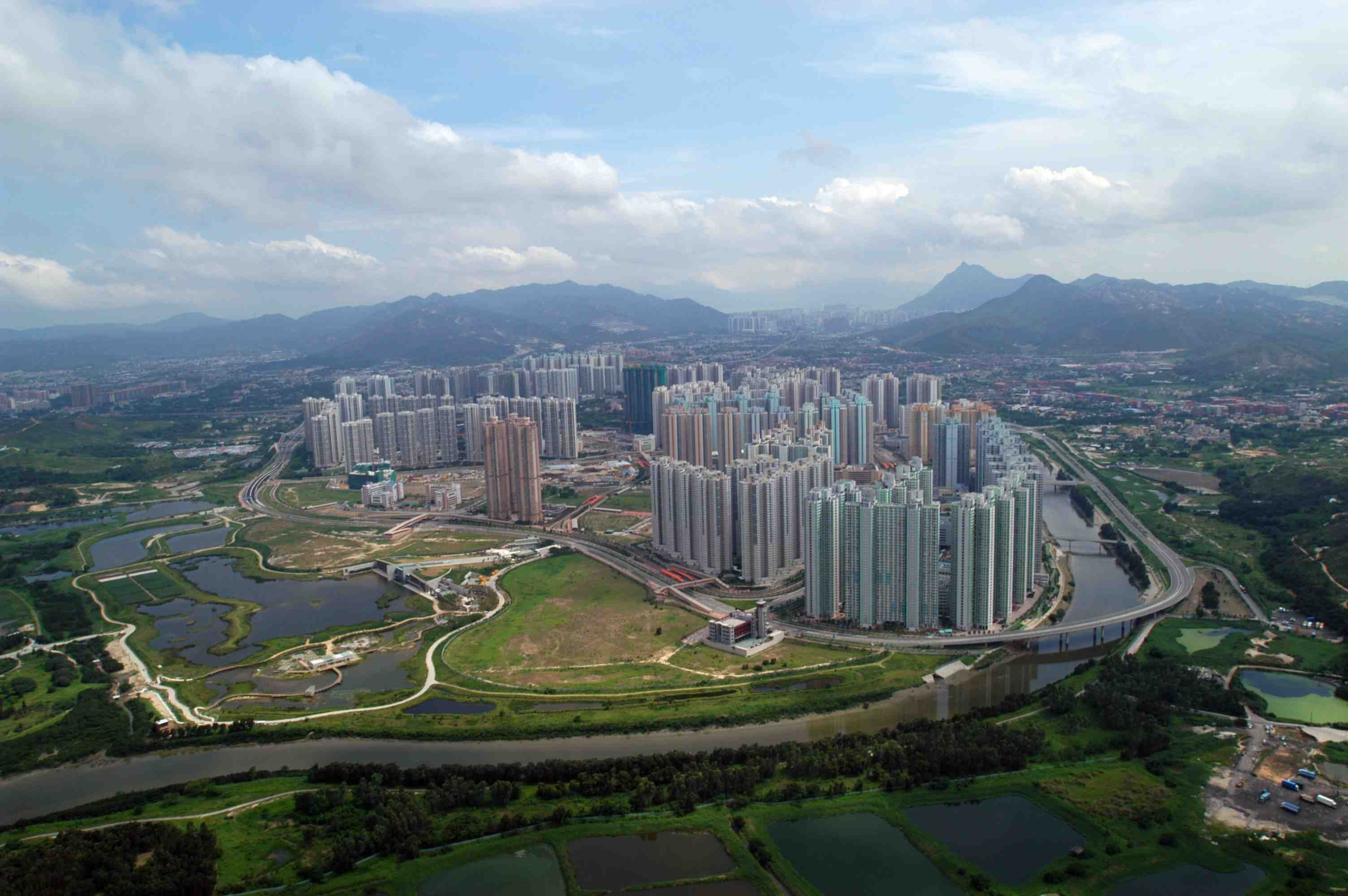
俯瞰天水圍北（2005年），可見當時天晴邨尚未建成

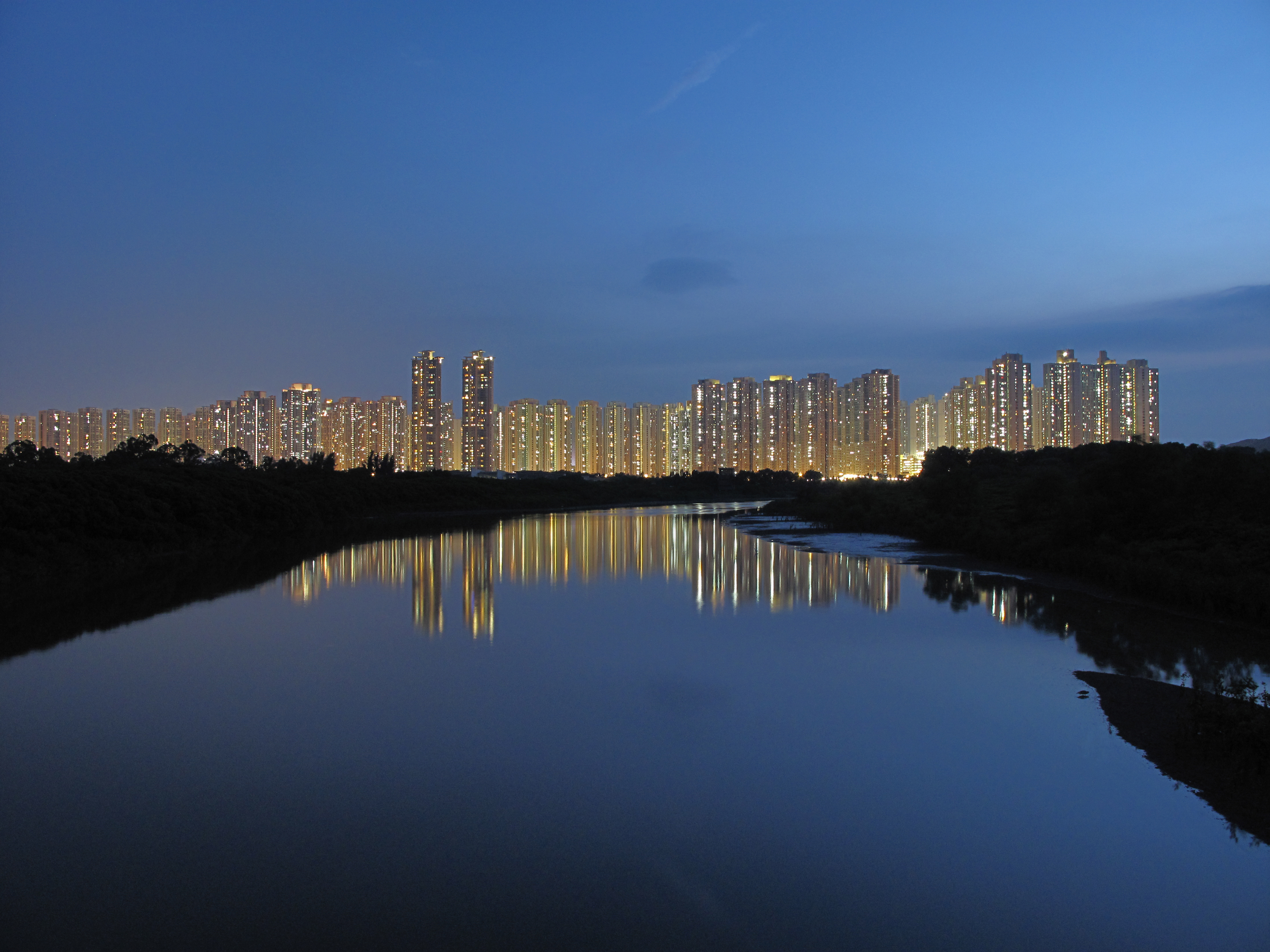
遠眺天水圍

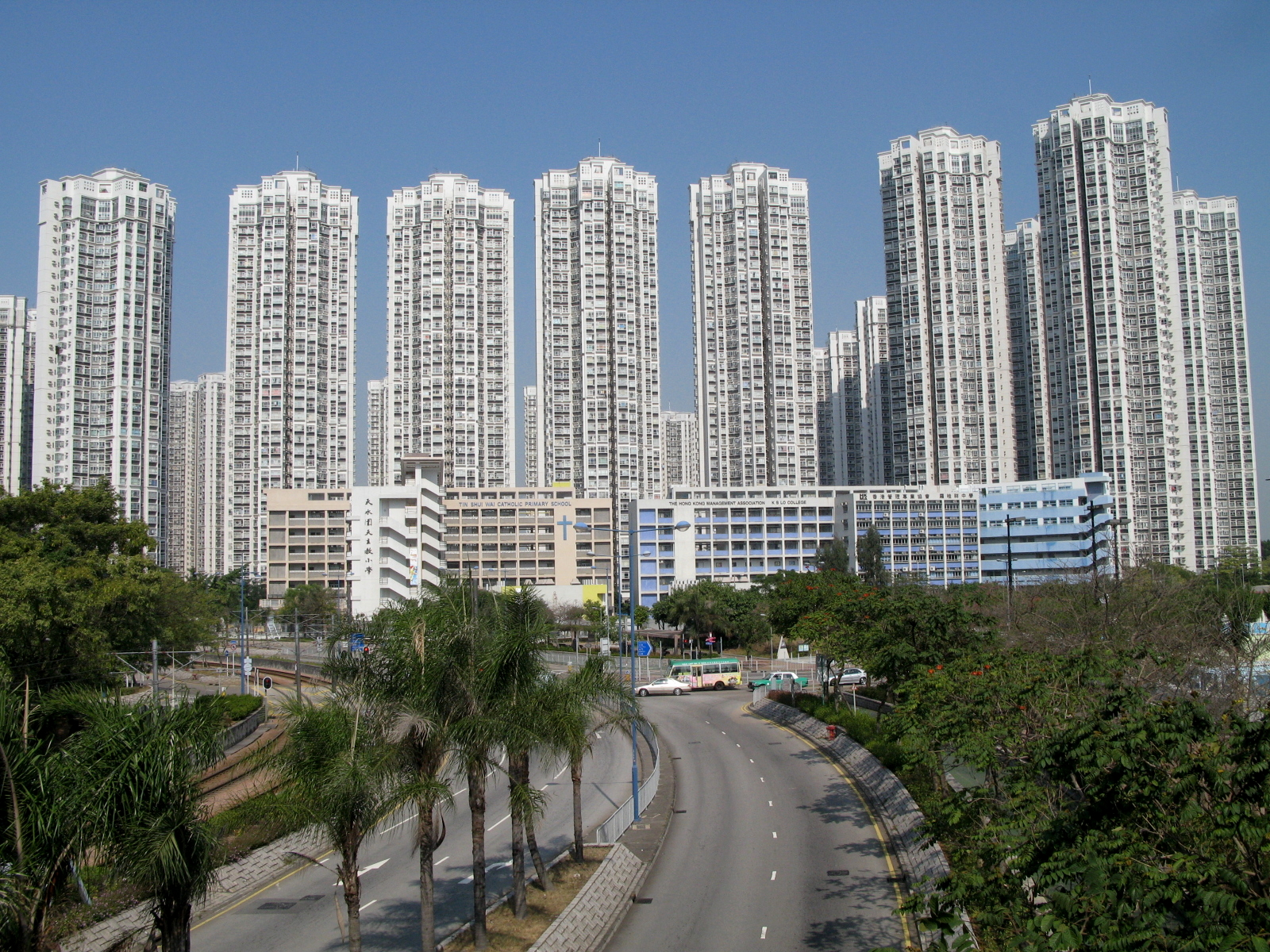
嘉湖山莊景湖居

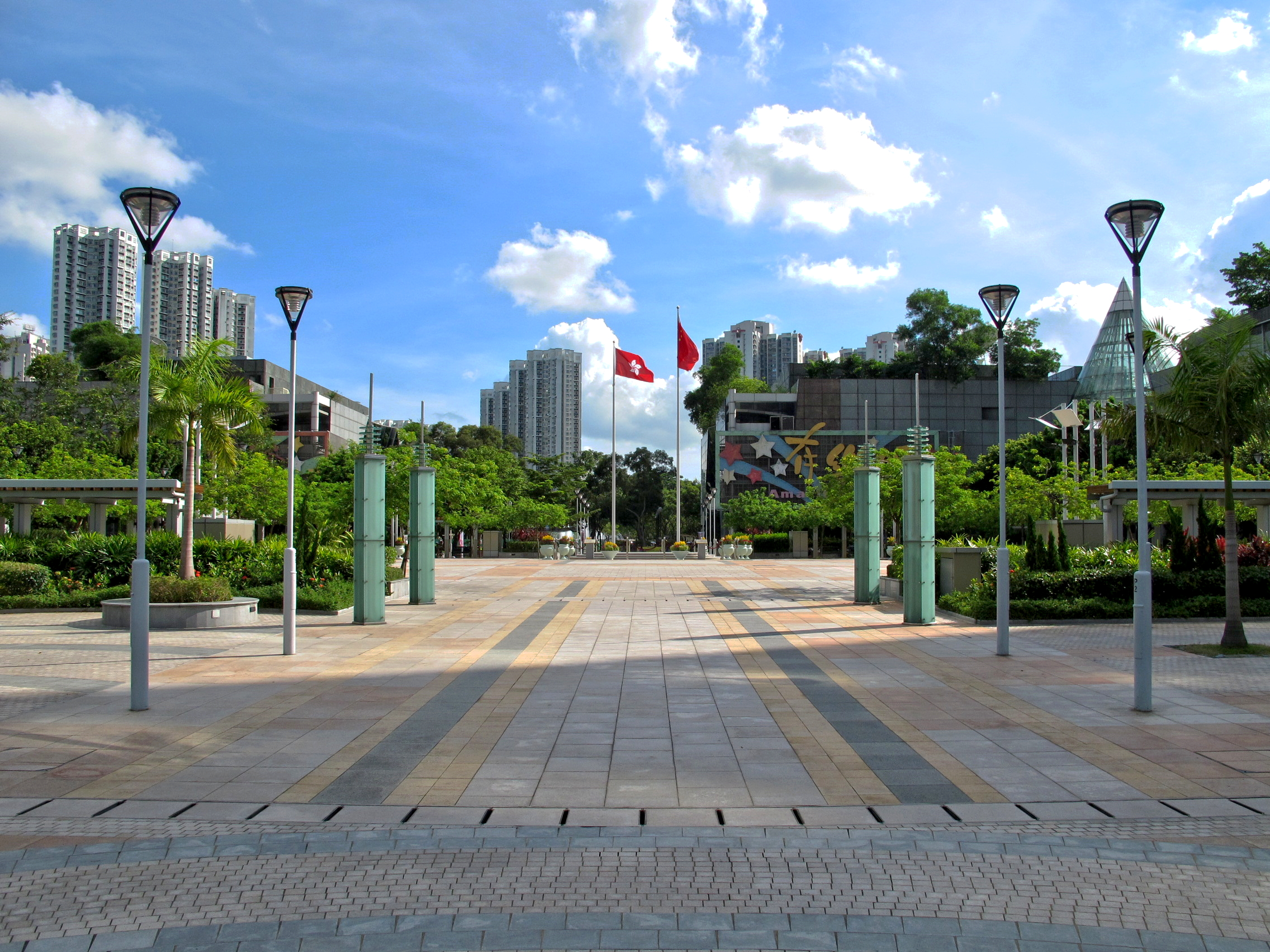
天水圍市中心設銀座廣場

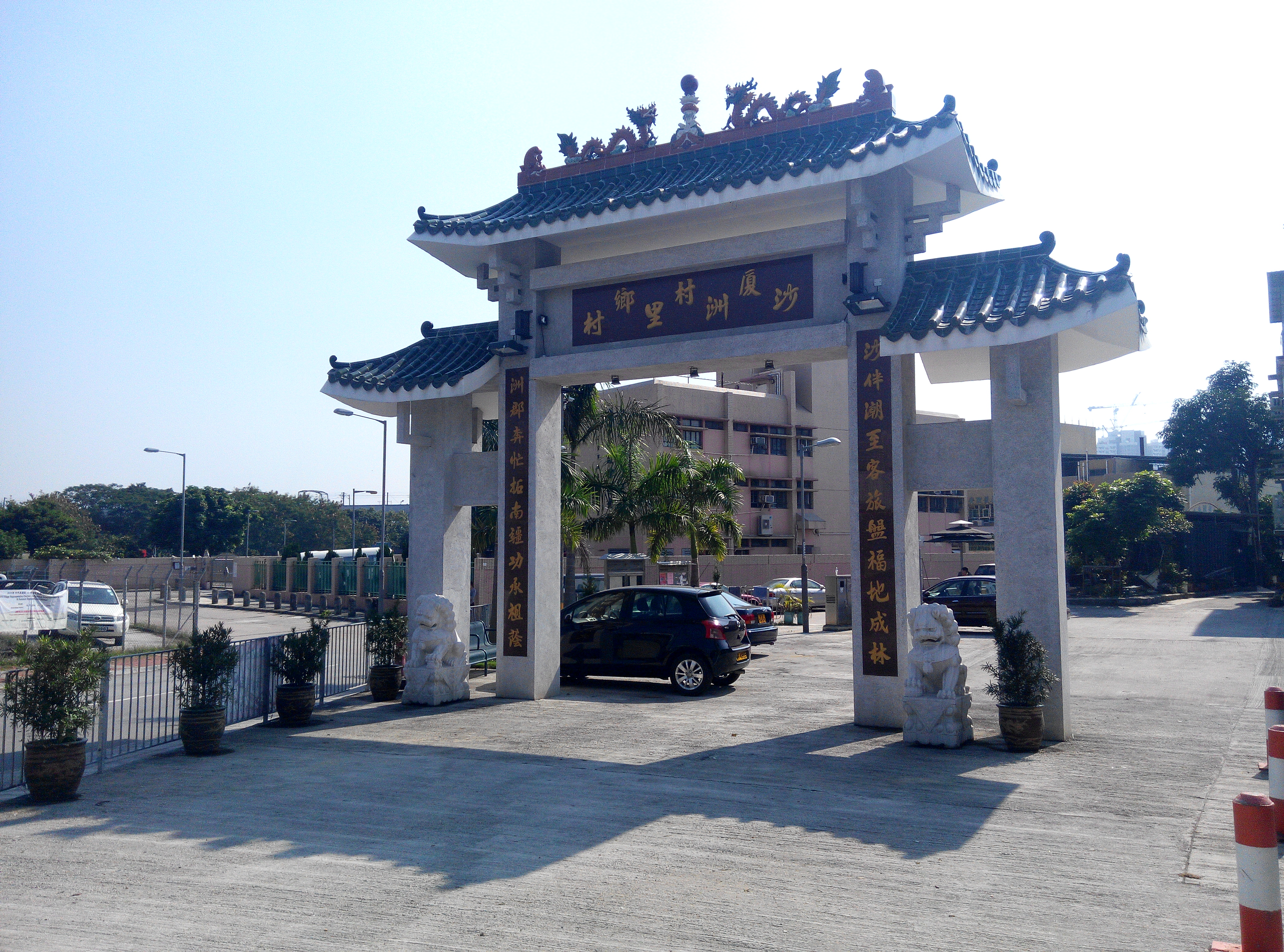
沙洲里村牌坊（位於廈村）

天水圍（英語：Tin Shui Wai）位於香港新界西北部，周邊被屬屏山鄉事委員會的沙江圍、輞井圍、馮家圍、蝦尾新村等村落包圍，距離中上環市區大約25公里。天水圍新市鎮是區內大型新市鎮，佔地約406公頃，人口為28.8萬，行政上屬元朗區。

## 歷史

### 早年歷史
天水圍原為流浮山與屏山及橫洲之間，一個名為「廈村灣」的內港灣，北面與后海灣連接。其靠近廈村的一方形成一大片沼澤和泥灘，因此輞井圍和廈村的鄉民利用此海灣從事養蠔。
1916年來自廣東台山的趙氏家族籌組聯德公司，向香港政府申請開發廈村灣。由於港府當時剛接掌新界不久，故亦希望利用外來人牽制新界鄧氏在新界西的政經勢力，因而以低價將廈村灣合計490.5公頃的土地批租給聯德公司開發，令鄧氏控制的養蠔業因此結束。至於命名為「天水圍」的原因，根據劉皇發的說法，是台山趙氏為紀念他們的祖先——宋太祖趙匡胤而以其祖籍甘肅天水命名。翌年該公司利用圍墾的方法填平廈村灣，在現時香港濕地公園紅樹林浮橋處興建一條150多米長的「大壆」，大壆則設置六道水閘。其後，協助築壆的水上人定居在天水圍，在大壆上建木屋居住，以捕捉海產及做工人為生。天水圍成為屏山鄉鄉事委員會轄下的村落。1960年天水圍有居民757人，共125戶。1979年巍城有限公司（Mightycity Limited，當時由華潤集團、大寶地產、長江實業、會德豐及其他人士分別佔51%、25%、12.5%、5%及餘下的6.5%，全資附屬公司為天水圍發展有限公司）取得天水圍的土地資產，並打算自行把天水圍以新市鎮的形式進行發展。而天水圍村則遷往今濕地公園和豐樂圍交界。
1980年代初，香港政府有意為發展新市鎮以配合人口的增加。1982年香港政府和長江實業達成協議，香港政府宣佈以22.6億港元向華潤及長實回購所有天水圍的農地，再以8億元代價，向天水圍公司批出其中38.8公頃土地，並由政府進行天水圍新市鎮的發展。根據當年的協議，天水圍的169公頃土地會發展成為13.5萬人口的新市鎮，其中的38.8公頃土地批予「天水圍公司」發展住宅和商業用途，其餘130.2公頃土地則由政府發展公屋、資助房屋、政府、機構和社區設施，以及一些「商業用途的鄰里商鋪」（Some Commercial Accommodation for Neighbouring Shops），餘下的319公頃土地留作政府土地儲備。1980年代末政府發展天水圍新市鎮，填平周邊魚塘並以住宅為主發展新社區。不過2010年12月6日英文《南華早報》揭露：原來當時的香港政府與上述的巍城有限公司簽訂密議（正式名稱叫「私人備忘錄」Private Memorandum），限制政府不得在該區另行發展商業，以免妨礙其私人屋苑（即後期發展的嘉湖山莊）的商業收益。有人指出這項秘密協議是引發天水圍種種問題的根源，政府受協議約束，難以在天水圍建設基本商業設施，以致區內經濟無從發展，居民無法在區內謀生，需負擔高昂交通費用跨區工作，為日後天水圍的種種社區問題種下禍根，亦引致諸如失業、家暴等問題叢生。至2002年，該協議取消。
1992年天水圍首個公共屋邨天耀邨落成；天瑞邨繼而於1993年落成，為九龍東兩個徙置屋邨（慈樂邨及秀茂坪邨）分別提供部分安置資源。1991年至1998年之間，由長江實業發展的嘉湖山莊各期物業相繼入伙。早期樂湖居和天耀邨一帶是天水圍的中心區。隨着嘉湖銀座（現稱+WOO 嘉湖）及嘉湖海逸酒店於1999年啟用，天水圍公園及嘉湖銀座一帶成為了新的新市鎮中心。1990年代初，輕便鐵路天水圍支線通車。1998年上半年，大欖隧道正式通車，天水圍居民從此不再需要依靠屯門公路（或粉嶺公路、吐露港公路和大老山隧道）往來九龍、香港島、葵涌及荃灣市區；同時天水圍南部發展大致完成。
政府於1995年完成天水圍北規劃研究，相關基建工程於1997年展開。天頌苑及天華邨於1999年入伙，其後的數年是天水圍北部屋邨入伙的高峰期。人口急劇上升，在2001年區内人口已達27萬。1997年行政長官董建華在施政報告中提出八萬五建屋政策，當中於天水圍北增建7千個公共房屋單位，讓天水圍北本已非常密集的公共房屋更加。俊宏軒、天逸邨及天恆邨的13,000個單位原本是規劃為居者有其屋，但是後來又因為居屋第23期乙取消而改為公共房屋出租；房協曾計劃在103區興建夾屋項住宅，後來因當局於1998年10月宣布擱置夾屋計劃而取消，改為興建公共住租房屋，成為今天的天晴邨。由於公屋對住戶人數的下限比居屋的要求為高，因此進一步增加天水圍北的公共房屋人口，令中產階級人口與中下階級人口比例嚴重失衡。
2003年年初，香港爆發沙士疫症期間，天恩邨其中4座樓宇被香港政府用作為醫護人員的臨時宿舍；2004年由中轉房屋改為公屋出租。
九廣西鐵（現屬港鐵屯馬綫）及九廣輕鐵（現稱輕鐵）的第四期支線於2003年末通車，天水圍區內及對外交通都大為改善。2006年位於天水圍新市鎮東北的香港濕地公園正式開幕，為區内增加一個新的旅遊景點。
2012年2月1日，屏山天水圍體育館投入服務，為天水圍第四座由康樂及文化事務署管理的體育館。2017年1月9日起，天水圍天壇街的天水圍醫院分階段投入服務。2018年3月21日起，急症室於每天上午8時至下午8時提供服務，2018年11月21日起急症室24小時提供服務。

## 地理
天水圍位於后海灣的南岸，為元朗平原的一部分。天水圍的東北方為米埔濕地。后海灣的對岸為广东省深圳市福田区及南山區，海灣兩岸的距離少於5公里。米埔一帶為自然保護區，海灣沿岸沒有被開發。
天水圍的周邊為鄉村地區，南面有屏山，北面有輞井圍及流浮山，西面有廈村，東面有橫洲。天水圍的周邊也有新發展的市鎮地區：東南方有元朗新市鎮，西南方有洪水橋新市鎮及屯門新市鎮，新界西北現正高速地城市化。

## 電影作品、書籍、歌曲、電視節目
過去曾有電影、書籍及歌曲以天水圍為創作題材，描述許多天水圍居民生活上所遇到的困難和甜酸苦辣。對於傳媒不斷渲染天水圍發生的種種悲劇，以及大多創作均圍繞這個市區內的不幸和家庭問題，令不少天水圍居民大為不滿，認為外界把社區塑造成悲情城市，將他們標籤。
- 《天水圍Gang Gang》（歌曲，2020年，主唱：光頭幫TomFatKi、Billy Choi）
- 《窮富翁大作戰II》 （港台製作真人騷電視節目，2011年，參與：劉雪文）[9]
- 《天水圍的夜與霧》（電影，2009年，導演：許鞍華 主演：任達華、張靜初）[10]
- 《天水圍的日與夜》（電影，2008年，導演：許鞍華 主演：鮑起靜）[11]
- 《圍城》（電影，2008年，導演：劉國昌，主演：鄧德保、黃孝恩、黃溢豪、阿魚、蔣祖曼）
- 《天水圍12師奶》（書籍，2007年，作者：陳惜姿）
- 《天水·圍城》（歌曲，2006年，主唱：李克勤 曲：Edmond Tsang，詞：林夕）
- 《浩然的抉擇》（書籍，2006年，作者：關麗珊）
- 《中二丁班》（書籍，2007年,作者：關麗珊）
- 《天水圍城事件》（書籍，2008年，作者：桃默）

## 出身於天水圍的名人
- 梁凌杰：香港社會運動人士，曾參與雨傘革命與反對逃犯條例修訂草案運動。
- 周永勤：前元朗區議員、前自由黨成員。
- 鄭金鈴：曾為香港新聞人物，現為香港著名YouTuber、KOL及網店東主，並定居於韓國。
- 何凱琳：香港資優生。
- 鄺俊宇：前香港立法會議員、前元朗區議員。
- 陸頌雄：香港立法會議員、曾任元朗區議員。
- 湯錦婷：前伊利沙伯中學舊生會湯國華中學學生、學生會會長。
- 董嘉儀（大埔LuLu）：now TV節目主持人、兼職模特兒、藝人。
- 李東昇：本土民主前線成員。
- 粉筆少女：曾在連儂牆以粉筆畫花外牆後遭警方使用「兒童保護令」拘禁。
- 陳玉娥：激進建制派人士，經常出席及參與城市論壇，曾多次參選立法會選舉新界東選區但敗選。
- 朱韶洪（大陸朱）：維園衝鋒主席及泛民主派街頭政治活躍人士，經常出席及參與城市論壇。
- 林秀怡：無綫電視女藝人。
- 陳若思：無綫電視女藝人。
- 李倩怡：旺角騷亂中被控暴動罪，現已流亡至台灣。
- 劉馬車：網絡紅人，自稱「天水圍墮天地獄獸」、「天水圍神獸」、「天水圍陳浩南」，曾牽涉多宗刑事犯罪，先後於中國大陸和香港入獄。目前被控三項非禮罪，還押後訊。
- 光頭幫（所有成員）：香港歌手組合
- 姚浩明：現任足球員，效力標準流浪足球會

## 旅遊

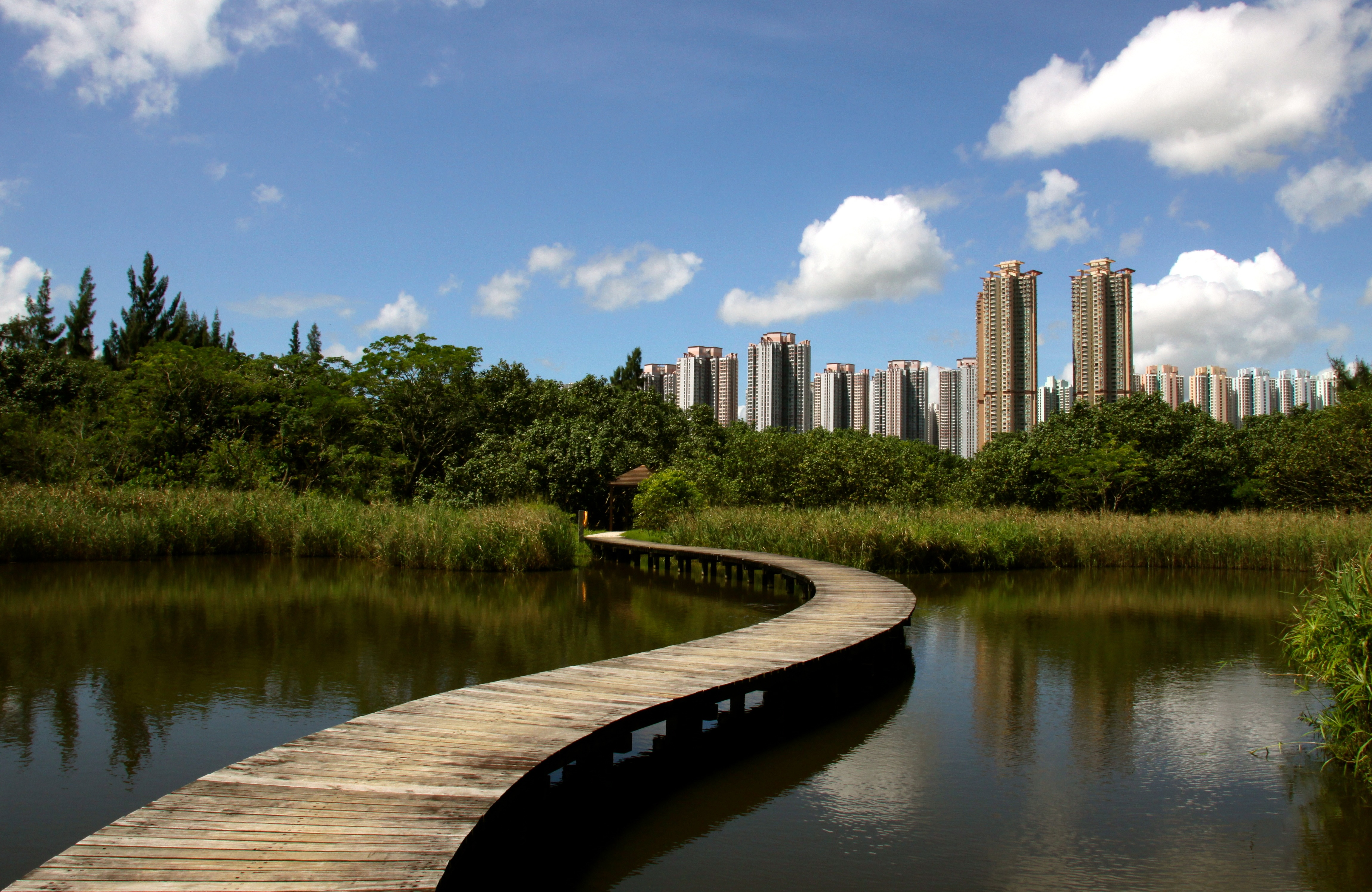
香港濕地公園

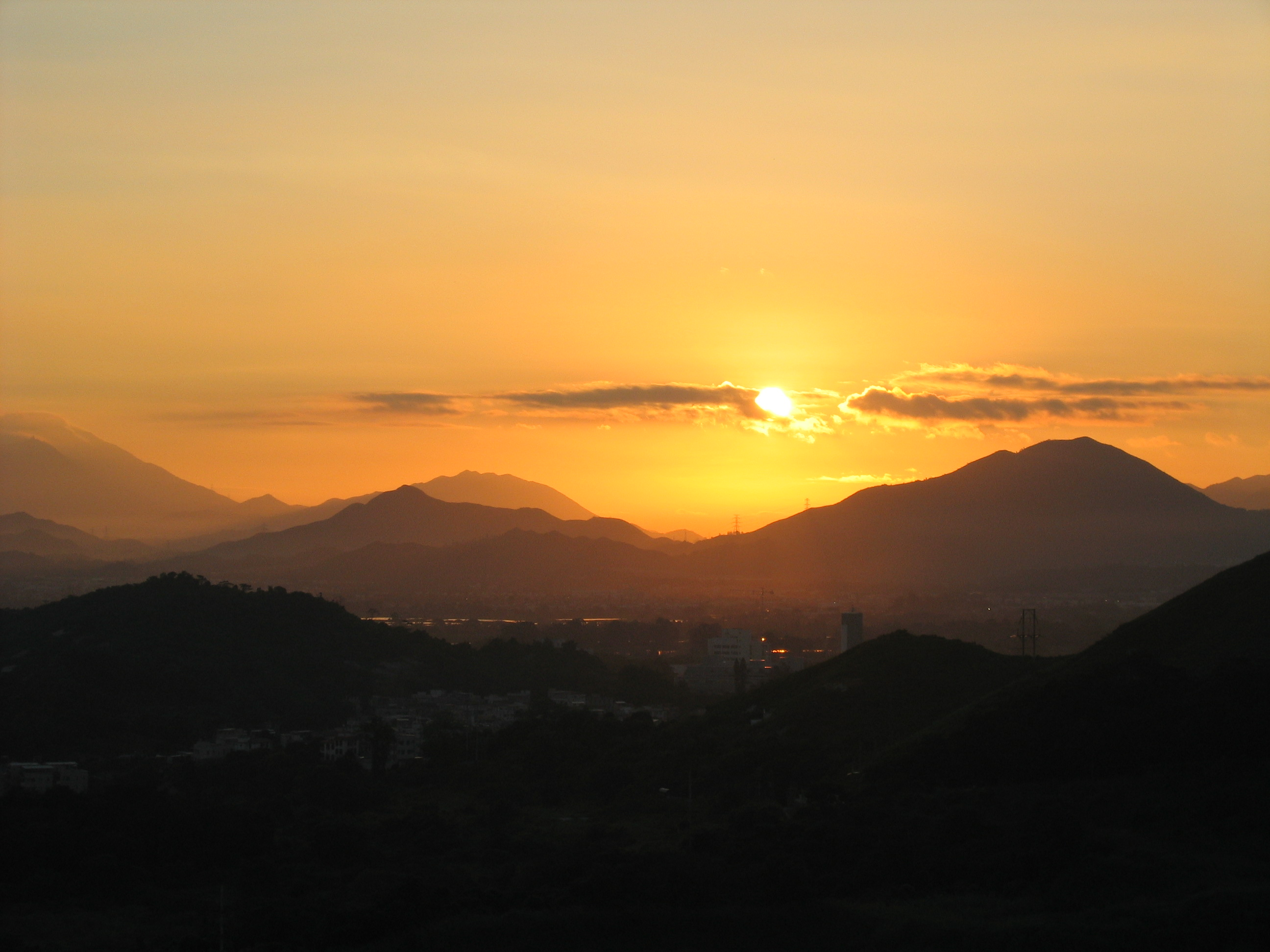
天水圍日出

- 香港濕地公園，於2006年5月20日正式開幕，位於天水圍東北部
- 屏山文化農莊，位於天慈路旁的馮家圍，即前「有叉用樂園」[12][13]
- W*28 活動中心，戶外野戰場地
- 名樂漁莊 Mingle Farm，佔60萬平方呎，設露營車、宿營、垂釣、燒烤場、笨豬跑、太空球及「泡泡酒店」等
- T Town，位于天水围天華路30至33号，于1999年至2000年分阶段落成，是天水围人流多的购物商场之一
- 嘉湖新北江商場，位於天水圍樂湖居與賞湖居之間，是區內歷史最悠久的商場
- +WOO 嘉湖，位於天水圍天恩路18号
- 綠田園，位於天影路旁的沙江圍
- 屏山文物徑，位於元朗區屏山
- 聚星樓，位於元朗區屏山上璋圍北面，與相鄰的天水圍站相距不足50米
- 天秀墟，位於天水圍天秀路18號
- 龍園，位於天水圍天龍路2號

## 區議會議席分佈
為方便比較，以下列表主要以天水圍新市鎮為範圍（即屏廈路、天福路、天慈路、濕地公園路、天影路所包圍的地區）。而整個新市鎮分為南部及北部兩大部份，以天華路為分界。

### 天水圍南（天華路以南部分）
| 年度/範圍      | 年度/範圍              | 2000-2003          | 2004-2007                                       | 2008-2011                    | 2012-2015                    | 2016-2019              | 2020-2023              | 2024-2027          |
| -------------- | ---------------------- | ------------------ | ----------------------------------------------- | ---------------------------- | ---------------------------- | ---------------------- | ---------------------- | ------------------ |
| 天慈邨         | 天慈邨                 | 天慈選區           | 天瑞colspan=3 rowspan=2\|天耀選區及部分慈祐選區 | 天耀選區、耀祐選區及慈祐選區 | 天耀選區、耀祐選區及慈祐選區 | 天水圍南及屏廈選區     |                        |                    |
| 天耀邨及天祐苑 | 天耀邨及天祐苑         | 天耀選區及耀祐選區 |                                                 | 天耀選區、耀祐選區及慈祐選區 | 天耀選區、耀祐選區及慈祐選區 | 天水圍南及屏廈選區     |                        |                    |
| 天盛苑         | 天盛苑                 | 天耀選區及耀祐選區 | 天盛選區                                        | 天盛選區                     | 天盛選區                     | 天盛選區               | 天盛選區及盛欣選區     |                    |
| 天頌苑及天華邨 | 天頌苑及天華邨         | 嘉湖南選區         | 頌華選區                                        | 頌華選區                     | 頌華選區及部分頌栢選區       | 頌華選區及部分頌栢選區 | 頌華選區及部分頌栢選區 | 天水圍北選區       |
| 柏慧豪園       | 柏慧豪園               | 嘉湖南選區         | 嘉湖南選區                                      | 嘉湖南選區                   | 部分頌栢選區                 | 部分頌栢選區           | 部分頌栢選區           | 天水圍北選區       |
| 嘉湖山莊       | 樂湖居、賞湖居及翠湖居 | 嘉湖南選區         | 嘉湖南選區                                      | 嘉湖南選區                   | 嘉湖南選區                   | 嘉湖南選區             | 嘉湖南選區             | 天水圍南及屏廈選區 |
| 嘉湖山莊       | 麗湖居、景湖居及美湖居 | 嘉湖北選區         | 嘉湖北選區                                      | 嘉湖北選區                   | 嘉湖北選區                   | 嘉湖北選區             | 嘉湖北選區             | 天水圍北選區       |

### 天水圍北（天華路以北部分）
| 年度/範圍              | 2000-2003                          | 2004-2007              | 2008-2011              | 2012-2015              | 2016-2019              | 2020-2023              | 2024-2027    |
| ---------------------- | ---------------------------------- | ---------------------- | ---------------------- | ---------------------- | ---------------------- | ---------------------- | ------------ |
| 天晴邨及慧景軒         | 未落成，當時 劃為嘉湖南 選區一部分 | 部分宏逸選區           | 宏景選區               | 晴景選區               | 晴景選區               | 晴景選區               | 天水圍北選區 |
| 俊宏軒                 | 未落成，當時 劃為嘉湖南 選區一部分 | 部分宏逸選區           | 宏景選區               | 部分宏逸選區           | 部分宏逸選區           | 部分宏逸選區           | 天水圍北選區 |
| 天逸邨及天澤邨         | 未落成，當時 劃為嘉湖南 選區一部分 | 逸澤選區及部分宏逸選區 | 逸澤選區及部分富恩選區 | 逸澤選區及部分宏逸選區 | 逸澤選區及部分宏逸選區 | 逸澤選區及部分宏逸選區 | 天水圍北選區 |
| 天恒邨                 | 未落成，當時 劃為嘉湖南 選區一部分 | 天恒選區               | 天恒選區               | 天恒選區               | 天恒選區               | 天恒選區               | 天水圍北選區 |
| 天富苑、天悅邨及天恩邨 | 未落成，當時 劃為嘉湖南 選區一部分 | 悅恩選區及富恩選區     | 悅恩選區及富恩選區     | 悅恩選區及富恩選區     | 悅恩選區及富恩選區     | 悅恩選區及富恩選區     | 天水圍北選區 |

註：以上主要範圍尚有其他細微調整（包括編號），請參閱有關區議會選舉選區分界地圖及條目。

## 外部連結
- 航拍天水圍紀錄
- 元朗區議會 （页面存档备份，存于）
- 元朗區分界圖 （页面存档备份，存于）
- 天水圍新市鎮
- 香港地方：天水圍 （页面存档备份，存于）
- 香港濕地公園 （页面存档备份，存于）